# 水木襄
- 水木襄
- 水木㐮

水木 襄（みずき じょう、1938年〈昭和13年〉3月11日 - 1991年〈平成3年〉）は、日本の元俳優。本名、石川 良昭（いしかわ よしあき）。
東京市生まれ。明治学院大学卒業。エヌ・エー・シーに所属していた。

## 来歴
大学時代の友人が女優の木暮実千代の親戚である関係から、木暮と知り合いとなり、1958年に木暮の推薦で東映ニューフェイス4期生として東映へ入社。同期には佐久間良子・室田日出男・曽根晴美・花園ひろみ・山口洋子・山城新伍らがいた。
同年、本名のまま、中村賀津雄（現・中村嘉葎雄）主演、マキノ雅弘監督による『不敵なる反抗』に、チンピラ・ゴンチャン役でデビュー。以後、中村主演の一連の社会派不良少年物に助演した後、芸名を「水木 襄」と改め、山村聰監督の『母子草』に田中絹代の息子役で出演。純真で気性のしっかりした少年を演じる。また、『スピード狂時代 命を賭けて』で、木暮実千代の息子に扮し、オートバイにとりつかれた高校生の役で主演、1959年度エランドール賞 新人賞を受賞。
その後はアクション映画に愚連隊やチンピラ役で主演する一方、佐久間良子とのコンビで純愛映画に主演。60年代半ばからはスクリーンから遠ざかり、1964年テレビ映画『忍者部隊月光』に主演、同年に東映を退社する。
『月光』以降は、テレビを中心に活動し、特撮ドラマ『緊急指令10-4・10-10』『魔人ハンター ミツルギ』や、長寿ドラマ『特別機動捜査隊』に水木刑事役(主に三船班)としてレギュラー出演した後、第一線から姿を消す。また、歌手として数枚のシングルをリリースしていた。
引退後は、八戸市内の高級クラブ『貴族院』の支配人、東映が経営するホテルの支配人、不動産会社の営業部長、スナック経営をしていたが、1991年に自殺を図り、53歳で死去。遺体の発見された自宅には、自身の出演した作品のポスター等が所狭しと飾られていたという。

## 人物
デビュー当時の紹介記事では「親戚が日活に所属していたことがあるので、大変であることは知っていました。こんなに早くデビューできるとは思ってませんでした」と述べている。
『月光』出演当時のプロフィールでは、「子供の夢を壊さないことを心がけており、普段のマナーに気を付けています」と述べている。
『月光』に第111話よりレギュラー出演した山本正明とは、行きつけのとんかつ店が一緒だったことから『月光』で共演する前から親交があった。山本は、水木について「スターだったけど、すごく人柄もよくてスタッフから慕われていた。その一方で俳優としての努力も怠らなかった」と述懐している。
特技は、歌唱、水泳。

## 出演

### 映画
- 不敵なる反抗（1958年、東映） -  ゴンチャン
- 裸の太陽（1958年、東映）
- 母と拳銃（1958年、東映）
- 夜霧の南京街（1958年、東映）
- 母子草（1959年、東映） -  小沢秀一
- 空は晴れたり（1959年、東映）
- 鹿島灘の女（1959年、東映） - 良夫
- ふたりの休日（1959年、東映）
- スピード狂時代 命を賭けて（1959年、東映） -   主演 ・山岡
- ずべ公天使（1960年、東映） - ジミイ
- おれたちの真昼（1960年、東映） 主演
- 決斗の谷（1960年、第二東映） -  主演 ・梶信吾
- 少年漂流記（1960年、東映）主演
- 続少年漂流記（1960年、東映） 主演
- 生き抜いた16年 最後の日本兵（1960年、東映）
- 不良少女（1960年、東映） 主演
- 殴り込み艦隊（1960年、東映）
- 姿なき暴力（1960年、東映） 主演
- 坊ちゃん野郎勢ぞろい（1961年、第二東映） 主演
- 俺が地獄の手品師だ（1961年、東映） -  一郎
- 二人だけの太陽（1961年、東映）主演
- 若い涙を吹きとばせ（1961年、東映）主演
- 若い明日を突っ走れ（1961年、東映）主演
- 進藤の社長シリーズ 次郎長社長と石松社員（1961年、ニュー東映）
- 安寿と厨子王丸（1961年、東映） - 三郎（声）[8] ※アニメ映画
- 故郷は緑なりき（1961年、ニュー東映） -   主演 ・小島海彦
- 南太平洋波高し（1962年、東映）
- 霧の港の赤い花（1962年、東映）
- 愉快な仲間（1962年、東映）
- 純愛物語 草の実（1962年、東映）
- あの空の果てに星はまたゝく（1962年、東映）
- よか稚児ざくら 馬上の若武者（1962年、東映）
- 真田風雲録（1963年、東映） - 豊臣秀頼
- 忍者部隊月光（1964年、東映） -   主演・月光 / 月田光一

### テレビドラマ
- シャープ火曜劇場 / 草の実（1963年、CX）
- 判決 第37話「いわれなき垣根」（1963年、NET）
- 東芝日曜劇場  愛の壁（1963年、ABC）主演
- 進軍歌、前へ!（1963年、NTV）
- 忍者部隊月光→新・忍者部隊月光（1964年 - 1966年、CX） -  主演・月光 / 月田光一
- 鉄道公安36号（1966年、NET）   
  - 第162話「日南海岸の空の下で」
  - 第185話「狙われた博多人形」
- 銭形平次 第45話「桐の極印」（1967年、CX） - 和三郎
- あゝ同期の桜 第10話「父のかたみ」（1967年、NET）
- 風 第35話「金塊消失」（1968年、TBS）
- 海の次郎丸 第32話「悪竜王」（1968年、ABC）
- 夫よ男よ強くなれ 第1話「頼りない若い男よ」（1969年、NET）
- 女殺し屋 花笠お竜 第17話「黄門もアッと驚く女の啖呵」（1970年、12ch） - 助さん
- 特別機動捜査隊（NET）   
  - 第436話「蟻の町」（1970年） - 山根
  - 第450話「続・全員救出せよ」（1970年） - 千葉
  - 第455話「金髪と口紅」（1970年） - 杉本恒夫
  - 第482話「火の雪山」（1971年） - 風間錬太郎
  - 第501話「勝負」（1971年） - 第780話「ある女のみち」（1976年） - 水木刑事(不定期)
  - 第541話「光と影のバラード」（1972年） - 木暮淳 ※水木刑事と二役。
- 緊急指令10-4・10-10（1972年、NET） - 岩城哲夫
- 魔人ハンター ミツルギ（1973年、CX） -  主演 ・ミツルギ銀河
- 恐怖劇場アンバランス 第8話「猫は知っていた」（1973年、CX） - 仁木雄太郎
- ベルサイユのトラック姐ちゃん 第3話「ベルトラ姐ちゃん大進撃!」（1976年、NET）

## 音楽

### シングル
- おんなを捨てた女のブルース / おんな遍歴（1971年、クラウン）
- 緊急指令10-4・10-10 / 電波特捜隊（1972年、キャニオン） - 『緊急指令10-4・10-10』主題歌
- ふたりの愛 / ゴー・ヤングメン（1973年、日本コロムビア）
- 新宿海峡 / 裏町なみだ（1976年、東芝EMI）[注釈 1]